# Jonathan Chace
Jonathan Chace, född 22 juli 1829 i Fall River i Massachusetts, död 30 juni 1917 i Providence i Rhode Island, var en amerikansk republikansk politiker. Han representerade delstaten Rhode Island i båda kamrarna av USA:s kongress, först i representanthuset 1881–1885 och sedan i senaten 1885–1889.
Chace var verksam inom bomullsproduktionen i Rhode Island. Han var ledamot av delstatens senat 1876–1877.
Kongressledamot Latimer Whipple Ballou kandiderade inte till omval i kongressvalet 1880. Chace vann valet och efterträdde Ballou i representanthuset i mars 1881. Chace efterträdde sedan 1885 William Paine Sheffield som senator för Rhode Island. Han avgick 1889 och efterträddes av Nathan F. Dixon.
Chace återvände till affärslivet och var verksam som bankdirektör i Providence. Hans grav finns på North Burial Ground i Providence.